# Quận McKenzie, North Dakota
Quận McKenzie là một quận thuộc tiểu bang Bắc Dakota, Hoa Kỳ. Quận lỵ đóng ở Watford City6. Quận được đặt tên theo Alexander McKenzie. Dân số theo điều tra năm 2000 của Cục điều tra dân số Hoa Kỳ là 5737 người.

## Địa lý
Theo Cục điều tra dân số Hoa Kỳ, quận này có diện tích 2861 km2, trong đó có 308 km2 là diện tích mặt nước.